# Monstro (álbum de DeFalla)
Monstro é o nono álbum da banda gaúcha DeFalla, lançado em 2016 pela gravadora Deckdisc.
Monstro foi desenvolvido ao longo de quatro anos devido ao conflito de agenda dos músicos e conta com Edu K como produtor. Nele a banda mostra seu lado mais pop temperado com elementos grunge e stoner, gêneros pouco explorados em trabalhos anteriores. Além disso, tanto o funk dos anos 70 quanto a black music permanecem em destaque.
O DeFalla manteve a tradição de usar colaborações de pessoas que admiram em seus discos. Uma delas acabou gerando o nome do álbum: O dramaturgo Mário Bortolotto, amigo de longa data de Edu K, mandou algumas opções de letras para a banda escolher. "Monstro" não somente se encaixou perfeitamente à melodia, mas também ao conceito do álbum e da história da banda. Outra participação, essencial para o novo trabalho, foi a do ex-integrante do DeFalla: Flávio Santos, o Flu. O músico gravou a maioria dos baixos de Monstro com exceção de duas faixas, Ken Kesey e Timothy Leary, desenvolvidas pelo próprio Carlo Pianta.
Meses depois do lançamento do álbum e ao fim da turnê de divulgação, já como um trio (sem Biba Meira e Carlo Pianta) a banda anunciou o fim das atividades através da sua página oficial no Facebook. A banda porém não se pronunciou sobre os motivos do fim.
| “ | amigos, parças de milli que atravessaram décadas e reviravoltas homéricas com a gente, hoje anunciamos, oficialmente, o fim do #Defalla. obrigado pelo amor e dedicação de vocês, mas a aventura segue, com cada ator principal desta tragi-comédia sem par, escrita por Godard, mas filmada por Peckinpah, protagonizando suas proprias cenas em seus proprias produções. au revoir Íntegra do texto divulgado pela Banda em sua Página Oficial no Facebook (A grafia foi preservada) | ” |

## Faixas
| N.º            | Título                                                                                          | Compositor(es)                                                    | Duração |  |
| 1.             | "Monstro (Interlúdio)"                                                                          | Edu K                                                             | 0:42    |  |
| 2.             | "Monstro"                                                                                       | Castor Daudt, Edu K, Biba Meira, Flávio Santos e Mário Bortolotto | 3:26    |  |
| 3.             | "Zen Frankestein"                                                                               | Castor Daudt e Edu K                                              | 4:53    |  |
| 4.             | "Dez mil vezes" (Participação Especial: Humberto Gessinger)                                     | Castor Daudt, Edu K e Humberto Gessinger                          | 3:58    |  |
| 5.             | "Veneno"                                                                                        | Castor Daudt, Edu K, Biba Meira, Flávio Santos e Solange de Ré    | 4:55    |  |
| 6.             | "The redundant master"                                                                          | Edu K                                                             | 0:30    |  |
| 7.             | "Fruit punch tears (In the treasure hunt)"                                                      | Castor Daudt, Edu K, Biba Meira e Flávio Santos                   | 5:49    |  |
| 8.             | "Delírios de um anormal" (Participação Especial: Pitty)                                         | Castor Daudt, Edu K, Biba Meira, Flávio Santos e Fábio Pinto      | 7:22    |  |
| 9.             | "Aldous Huxley"                                                                                 | Castor Daudt, Edu K, Biba Meira, Flávio Santos e Nenung           | 4:08    |  |
| 10.            | "Ken Kesey"                                                                                     | Edu K                                                             | 5:56    |  |
| 11.            | "Timothy Leary" (Participação Especial: Beto Bruno)                                             | Castor Daudt, Edu K e Beto Bruno                                  | 5:58    |  |
| 12.            | "Love is for losers"                                                                            | Castor Daudt, Edu K, Biba Meira e Flávio Santos                   | 5:02    |  |
| 13.            | "Mate-me"                                                                                       | Castor Daudt, Edu K, Biba Meira, Flávio Santos e Solange de Ré    | 3:40    |  |
| 14.            | "Minha vida é uma aventura existencial filmada por Godard" (Participação Especial: Hell Ravani) | Edu K e Hell Ravani                                               | 0:54    |  |
| Duração total: | Duração total:                                                                                  | Duração total:                                                    | 57:13   |  |

## Banda
- Edu K - vocal, guitarra, bateria, celular, teclados, efeitos de computador
- Carlo Pianta - baixo (nas faixas Ken Kesey e Timothy Leary)
- Biba Meira - bateria e percussão
- Castor Daudt - guitarra, vocal, viola e bateria

## Crítica
| Críticas profissionais | Críticas profissionais |
| Avaliações da crítica  | Avaliações da crítica  |
| Fonte                  | Avaliação              |
| ---------------------- | ---------------------- |
| O Globo                | Bom                    |
| Rolling Stone          | 3 de 5 estrelas.       |
| Território da Música   | 3 de 5 estrelas.       |
| Notas Musicais         | 4 de 5 estrelas.       |

## Créditos
- Gravado nos estúdios: Felipe Live, Flu & Gorila - entre Outubro de 2013 e Julho de 2014
- Mixado por: Edo Portugal, no Estúdio Gorila
- Masterizado por: Felipe Rossi, no Estúdio BR Digital Master
- Produzido por Edu K
- Arte da Capa: Jaca e Edu K
- Arte final: Fernando Dalvi
- Fotografia: Raul Krebs

Participações Especiais
- Flávio Santos "Flu": baixo (exceto em Ken Kesey e Timothy Leary)
- Pitty: voz em Delírios de um anormal
- Humberto Gessinger: voz em Dez mil vezes
- Beto Bruno: voz e máscara em Timothy Leary
- Lucio Vassarath: cítara em Timothy Leary
- Daniel Tessler: vozes e "oito e sete" em em Aldous Huxley e Timothy Leary)
- Hell Ravani: voz em Minha vida é uma aventura existencial filmada por Godard